# Rakkestad
Rakkestad è un comune norvegese della contea di Østfold.